# Gianluca Arrighi
Gianluca Arrighi (nació en Roma el 3 de octubre de 1972) es un escritor italiano.
Arrighi nació en Roma y se graduó en derecho penal, a continuación, después de algunas publicaciones técnicas, hizo su debut en la ficción con Crimina romana en 2009, libro a medio camino entre la crónica y la realidad criminal. Un detalle sobre Crimina romana es que esta novela que fue adoptada como libro de texto en varias escuelas romanas, como una forma de luchar contra la criminalidad juvenil en constante aumento. El presidente de la Provincia de Roma Nicola Zingaretti, en su batalla contra el fenómeno creciente de la delincuencia juvenil, ha organizado varias conferencias en universidades sobre la justicia donde Arrighi, de vez en cuando, ha participado encontrando unos doscientos estudiantes para responder a preguntas sobre crímenes y delitos.
Durante el 2010 y 2011 Arrighi escribió una serie de historias de serie negra para varias revistas y publicaciones.
En febrero de 2012 Arrighi lanzó su segunda novela, Vincolo di sangue, basado en el juicio de Rosalía Quartararo, un caso de filicidio que se produjo en el verano de 1993. Vincolo di sangue permaneció durante seis meses en el ranking de mayor venta de libros, alcanzando la sexta posición.
En 2012 Mediaset, la mayor emisora comercial en el país, ha evaluado el abogado Gianluca Arrighi como uno de los mejores escritores italianos del crimen.
En marzo de 2014 se publica su tercera novela , L'inganno della memoria, en la que Arrighi da vida al personaje literario de Elia Preziosi, enigmático y distante magistrado de Roma.
L'inganno della memoria es el thriller legal italiano más vendido del 2014.
El profesor Juan Peréz Andrés, licenciado en Filología Inglesa e Italiana por la Universidad de Valencia y profesor de Lengua Castellana y Literatura, en su obra Geografìa del delito. El giallo y el noir italiano en Espana define el escritor Gianluca Arrighi como uno de los más importantes autores italianos de thriller legal.
En marzo de 2015, pasado un año de la publicación de L'inganno della memoria, Arrighi sufre persecución e intimidación por parte de un acosador
que será posteriormente identificado por la policía y condenado por un tribunal de Roma. El hombre, un aspirante escritor, confesó a los investigadores que había perseguido Arrighi por envidia de su éxito.
En abril de 2017 se publica Il confine dell'ombra, la segunda novela protagonizada por Elia Preziosi.
Los cuentos y las novelas de Arrighi se desarrollan casi todos en Roma, y el autor es considerado un maestro del suspenso.
En febrero de 2018 se publica Oltre ogni verità, la primera novela negra protagonizada por el capitán Jader Leoni.
En mayo de 2019 se publica A un passo dalla follia, la tercera novela negra protagonizada por Elia Preziosi.
Entre 2020 y 2021 publicó las novelas Intrigo in Costa Verde y Sulle orme del brivido; El 17 de junio de 2022 se estrenó en las librerías el thriller La casa sul fiume, novela cuyos derechos cinematográficos se han vendido.
A partir de la novela L'inganno della memoria de Arrighi, en 2023 se produjo una novela gráfica con las investigaciones del personaje literario Elia Preziosi.
Es el fundador y presidente de "Priya", la asociación que lucha contra todas las formas de violencia de género y ofrece asistencia jurídica a las víctimas de estos horribles crímenes.